# حيد ناصر (الطفة)

تعديل مصدري - تعديل

حيد ناصر هي إحدى قرى عزلة آل عبد الله وآل هشام بمديرية الطفة التابعة لمحافظة البيضاء، بلغ تعداد سكانها 372 نسمة حسب تعداد اليمن لعام 2004.